# Gmina Plav
Plav (czar., sr. Општина Плав / Opština Plav) – gmina w Czarnogóry. Znajduje się na wschodzie kraju, przy granicy z Albanią i Kosowem. Ośrodkiem administracyjnym gminy jest miasto Plav.

## Miejscowości
W gminie znajdują się 32 miejscowości: miasto Plav i 31 wioskek. Zgodnie z postanowieniem ustawy o organizacji terytorialnej wsie: Bogajiće, Brezojevice, Koljenovići i Novšiće otrzymały nowe nazwy – Bogajići, Brezojevica, Kolenovići i Novšići, a także utworzono nowe wsi: Babino Polje, Budojevice, Jara, Jasenica, Komarača, Korita, Pepiće i Hakanje.

## Liczba mieszkańców
Według spisu powszechnego z 2011 roku w gminie mieszka 13 108 ludzi.

### Grupy etniczne w gminie według spisu z 2011 roku
- Boszniacy: 6 803 osoby (51,90%)
- Albańczycy: 2 475 osób (18,88%)
- Serbowie: 2 098 osób (16,01%)
- Czarnogórcy: 822 osoby (6,27%)
- Muzułmanie: 727 osób (5,55%)
- Pozostali: 76 osób (0,58%)
- Nieokreśleni: 107 osób (0,82%)

### Grupy wyznaniowe w gminie według spisu z 2011 roku
- Muzułmanie: 10 046 osób (76,64%)
- Prawosławni: 2 815 osób (21,48%)
- Ateiści i agnostycy: 7 osób (0,05%)
- Pozostali: 177 osób (1,35%)
- Nieokreśleni: 63 osoby (0,48%)

### Grupy językowe w gminie według spisu z 2011 roku
- Język bośniacki: 5 808 osób (44,31%)
- Język serbski: 2 611 osób (19,92%)
- Język albański: 2 395 osób (18,27%)
- Język czarnogórski: 1 838 osób (14,02%)
- Pozostałe języki: 347 osób (2,65%)
- Nie określono: 109 osób (0,83%)